# Hirtenberg
Hirtenberg è un comune austriaco di 2 593 abitanti nel distretto di Baden, in Bassa Austria; ha lo status di comune mercato (Marktgemeinde). È stato istituito il 2 gennaio 1870 con lo scorporo di parte del territorio dei comuni di Enzesfeld e Leobersdorf.